# Bouchaib El Moubarki
Bouchaib El Moubarki (arab. بوشعيب المباركي, ur. 12 stycznia 1978 w Casablance) – marokański piłkarz grający na pozycji napastnika.

## Kariera klubowa
El Moubarki rozpoczął karierę w rodzinnej Casablance w tamtejszym klubie Rachad Bernoussi. W 1997 roku zadebiutował w jego barwach w drugiej lidze. W 1999 roku trafił do pierwszej ligi i podpisał kontrakt z Rają Casablanca. Zarówno w 2000, jak i 2001 roku, zdobywał mistrzostwo Maroka.
W 2001 roku El Moubarki wyjechał na Półwysep Arabski. W sezonie 2001/2002 występował w katarskim Al-Sadd, a na sezon 2002/2003 trafił do saudyjskiego Al-Ahli Dżidda. W 2003 roku Marokańczyk wrócił do Kataru i został zawodnikiem Ar-Rajjan SC, z którym zdobył Puchar Emira Kataru. W 2004 roku znów zmienił barwy klubowe i przeszedł do Al-Wakry i w 2005 roku wywalczył Puchar Szejka Jassema. Na początku 2006 roku powrócił do Rai, w której grał przez pół sezonu. Natomiast sezon 2006/2007 spędził w katarskich Al-Arabi i Ar-Rajjan. Od sierpnia 2007 Bochaib jest piłkarzem francuskiego drugoligowca Grenoble Foot 38. Następnie grał w Mohgrebie Tétouan, JS Massira Laâyoune i ponownie Raji.

## Kariera reprezentacyjna
W 2000 roku El Moubarki był członkiem olimpijskiej reprezentacji Maroka na Igrzyska Olimpijskie w Sydney. W 2004 roku natomiast wystąpił na Olimpiadzie w Atenach. W obu przypadkach Maroko nie wyszło z grupy. W pierwszej reprezentacji El Moubarki zadebiutował w 2000 roku. W 2008 roku Henri Michel powołał go do kadry na Puchar Narodów Afryki 2008.